# Konstytucja Rzeczypospolitej Polskiej
Konstytucja Rzeczypospolitej Polskiej – najwyższy akt prawny (ustawa zasadnicza) Rzeczypospolitej Polskiej, uchwalony 2 kwietnia 1997 roku przez Zgromadzenie Narodowe, zatwierdzony w ogólnonarodowym referendum 25 maja 1997 roku, ogłoszony w Dzienniku Ustaw: Dz.U. z 1997 r. nr 78, poz. 483. Konstytucja RP weszła w życie 17 października 1997. Złożona jest z preambuły i 13 rozdziałów obejmujących 243 artykuły.

## Prace nad Konstytucją
Rozpoczęcie prac nad przygotowaniem konstytucji nastąpiło w 1989 roku. Było to spowodowane zasadniczymi zmianami ustrojowymi, jakie rozpoczęły się w Polsce pod koniec lat osiemdziesiątych. Konstytucja PRL z 1952 poprzez ciągłe jej zmiany (których szczególnie wiele dokonano po wyborach kontraktowych w 1989 roku) stała się aktem wewnętrznie niespójnym, a ze względu na swój rodowód społecznie nieakceptowanym. Nie odpowiadała ona potrzebom przeżywającego głębokie przemiany państwa.
Zdecydowane działania w kwestii zmiany konstytucji podjął Sejm Rzeczypospolitej Polskiej I kadencji (1991–1993). 23 kwietnia 1992 roku uchwalono ustawę o trybie przygotowania i uchwalenia Konstytucji Rzeczypospolitej Polskiej. Powoływała ona do życia instytucję Komisji Konstytucyjnej Zgromadzenia Narodowego, która miała zająć się przygotowaniem ostatecznej wersji nowej ustawy zasadniczej. Określiła również, iż uchwalenia konstytucji dokona Zgromadzenie Narodowe, a następnie zostanie ona poddana pod głosowanie w ogólnonarodowym referendum. Prawo wnoszenia projektów nowej Konstytucji RP przysługiwało grupom 56 członków Zgromadzenia Narodowego, Komisji Konstytucyjnej oraz Prezydentowi RP. Po nowelizacji ustawy dokonanej w 1994 roku takie prawo otrzymała również grupa 500 tysięcy obywateli RP.
W toku prac do Komisji Konstytucyjnej wniesiono osiem projektów nowej konstytucji (prezydenta Lecha Wałęsy, Unii Demokratycznej, Sojuszu Lewicy Demokratycznej, Komisji Konstytucyjnej, wspólny projekt Polskiego Stronnictwa Ludowego i Unii Pracy, Konfederacji Polski Niepodległej, Porozumienia Centrum oraz projekt obywatelski, prace nad którym koordynowane były przez NSZZ „Solidarność”).

### Mała Konstytucja
1 sierpnia 1992 nastąpiło uchwalenie przez polski parlament „małej konstytucji”, a 17 października tego roku podpisał ją prezydent RP Lech Wałęsa. „Mała konstytucja” to ustawa regulująca wzajemne stosunki między władzą ustawodawczą, wykonawczą oraz kompetencje samorządów terytorialnych (był to trzeci tego typu akt prawny w historii państwa polskiego). Porządkowała ona podstawowe zasady ustrojowe państwa. W pozostałych kwestiach nadal obowiązywały przepisy Konstytucji z 1952 roku, co spowodowało, iż w okresie 1992–1997 przepisy konstytucyjne zawarte były w aż trzech różnych dokumentach. Obowiązywała od 8 grudnia 1992.

### Uchwalenie Konstytucji
Prace nad brzmieniem nowej polskiej konstytucji zakończyły się na początku 1997 roku.
Została przyjęta 2 kwietnia 1997 roku przez Zgromadzenie Narodowe (451 głosów za, 40 przeciw, 6 wstrzymujących się), które uwzględniło większość poprawek prezydenta.
25 maja 1997 odbyło się referendum, w którym społeczeństwo większością 53,45% głosów opowiedziało się za przyjęciem Konstytucji. Frekwencja w referendum wyniosła 42,86%.
16 lipca 1997 roku prezydent Rzeczypospolitej Polskiej Aleksander Kwaśniewski podpisał tekst Konstytucji Rzeczypospolitej Polskiej i zarządził jej opublikowanie w Dzienniku Ustaw. Tego samego dnia Konstytucja została opublikowana (Dz.U. 1997 r. Nr 78 poz. 483)
17 października 1997 roku Konstytucja Rzeczypospolitej Polskiej weszła w życie po 3 miesiącach od daty jej ogłoszenia (art. 243 nowej konstytucji). Jednocześnie straciły moc obowiązujące nadal niektóre przepisy Konstytucji PRL z 22 lipca 1952 roku, „mała konstytucja” (Ustawa Konstytucyjna z 17 października 1992 roku o wzajemnych stosunkach między władzą ustawodawczą i wykonawczą Rzeczypospolitej Polskiej oraz o samorządzie terytorialnym) i Ustawa Konstytucyjna z dnia 23 kwietnia 1992 roku o trybie przygotowania i uchwalenia Konstytucji Rzeczypospolitej Polskiej (art. 242 nowej konstytucji).

### Sprostowanie błędów
W pierwotnym tekście Konstytucji (Dz.U. z 1997 r. nr 78, poz. 483), znalazły się dwa błędy, które zgodnie z art. 17 ust. 3 ustawy z dnia 20 lipca 2000 r. o ogłaszaniu aktów normatywnych i niektórych innych aktów prawnych zostały sprostowane w dniu 26 marca 2001 r. obwieszczeniem Prezesa Rady Ministrów (Dz.U. z 2001 r. nr 28, poz. 319):
- w art. 31 w ust. 3 zamiast wyrazu „by” miał być wyraz „być”
- w art. 93 w ust. 1 zamiast wyrazu „organizacyjne” miał być wyraz „organizacyjnie”.

### Nowelizacje Konstytucji

#### Nowelizacja z 2006
8 września 2006 Sejm uchwalił ustawę o zmianie art. 55 Konstytucji, wprowadzającą możliwość ekstradycji obywatela polskiego na wniosek innego państwa lub sądowego organu międzynarodowego w związku z popełnieniem za granicą czynu, który stanowi przestępstwo zarówno za granicą, jak i w Polsce, jeżeli ekstradycję taką dopuszcza ratyfikowana umowa międzynarodowa lub ustawa wykonująca akt prawa stanowionego przez instytucję międzynarodową, której Polska jest członkiem. Nowelizacja umożliwiła dokonywanie ekstradycji między innymi na podstawie europejskiego nakazu aresztowania.
W głosowaniu wzięło udział 421 posłów, za głosowało 344, przeciw 48, wstrzymało się 29, nie głosowało 39 posłów. Tekst ustawy został przekazany następnie do Senatu, który 14 września 2006 – na podstawie art. 235 ust. 2 in fine konstytucji – uchwalił ustawę w brzmieniu uchwalonym przez Sejm.
6 listopada 2006 prezydent RP Lech Kaczyński podpisał nowelę, którą 7 listopada 2006 opublikowano w Dz.U. z 2006 r. nr 200, poz. 1471; nowelizacja weszła w życie z dniem ogłoszenia.

#### Nowelizacja z 2009
7 maja 2009 Sejm VI kadencji uchwalił ustawę o zmianie art. 99 Konstytucji (dodano ust. 3), dotyczącą rozszerzenia przesłanek odebrania  biernego prawa wyborczego. Dodany przepis art. 99 ust. 3 Konstytucji stanowi, że „wybraną do Sejmu lub do Senatu nie może być osoba skazana prawomocnym wyrokiem na karę pozbawienia wolności za przestępstwo umyślne, ścigane z oskarżenia publicznego” (głosowało 413, za 404, przeciw 0, wstrzymało się 9, nie głosowało 47). Ustawa została 1 lipca 2009 uchwalona przez Senat, a następnie podpisana 9 lipca 2009 przez prezydenta RP Lecha Kaczyńskiego i opublikowana 20 lipca 2009. Zmiana weszła w życie 21 października 2009, mając jednak zastosowanie dopiero począwszy od kolejnych kadencji Sejmu i Senatu (tj. od VII kadencji Sejmu i VIII kadencji Senatu).

## Treść Konstytucji
Konstytucja Rzeczypospolitej Polskiej składa się z preambuły i 243 artykułów, które znajdują się w obrębie trzynastu rozdziałów. W części z nich wydzielono podrozdziały.

### Preambuła
W Preambule Konstytucji zwraca się uwagę na doniosły dla narodu moment dziejowy, wiążący się z odzyskaniem w 1989 roku pełnej suwerenności. Daje się w niej wyraz bogatej tradycji narodowej, akcentując szczególnie bogatą historię polskiej państwowości.
Preambuła określa wartości priorytetowe dla polskiego społeczeństwa, które wprowadzone w życie decydują o harmonijnym funkcjonowaniu bytu państwowego. Wartości te, wśród których wymieniono poszanowanie wolności i sprawiedliwości, dialog społeczny, rzetelność i sprawność działania instytucji publicznych, poszanowanie i umacnianie praw obywatelskich i ich wspólnot, leżą u podstaw wszystkich spisanych w Konstytucji praw.
Preambuła podkreśla, iż wszyscy członkowie narodu polskiego, rozumianego jako zbiór obywateli Rzeczypospolitej, są równi wobec prawa, mając jednocześnie jednakowe obowiązki wobec państwa, które określane jest jako dobro wspólne. Preambuła odwołuje się do chrześcijańskiego dziedzictwa narodu, jednocześnie jednak kwestię przekonań religijnych pozostawia prywatną sprawą każdego obywatela, podkreślając, iż zarówno wierzący w Boga, jak i niepodzielający tej wiary są wobec państwa równouprawnieni. Fragmenty dotyczące odniesień do kwestii religijnych wywołały największe spory podczas prac konstytucyjnych. Ostatecznie przyjęto na wniosek Tadeusza Mazowieckiego wersję kompromisową, autorstwa Stefana Wilkanowicza, unikając użycia klasycznego „invocatio Dei”.
W preambule, powołując się na tradycje I i II Rzeczypospolitej, wzywa się, aby w III Rzeczypospolitej opierano się na poszanowaniu zasad w niej zapisanych.
W preambule została zawarta zasada pomocniczości, polegająca na zaspokajaniu przez państwo potrzeb zbiorowości lokalnych i regionalnych.

### Rozdział I: Rzeczpospolita
W Rozdziale I Konstytucji, zatytułowanym „Rzeczpospolita” (art. 1-29) sformułowane zostały zasady rozstrzygające o kształcie ustrojowym państwa. Zawarte w nim unormowania stanowią niejako podsumowanie procesu demokratyzacji, jaki zaszedł w Polsce po 1989 roku.
Konstytucja ustala w Rozdziale I katalog zasad, na których opiera się system polityczny, gospodarczy i społeczny państwa.

#### Zasada dobra wspólnego (art. 1 Konstytucji)
Na pierwszym miejscu w części normatywnej Konstytucji wymieniona została zasada dobra wspólnego. Art. 1 Konstytucji, wprowadzający tę zasadę, deklaruje, że „Rzeczpospolita Polska jest dobrem wspólnym wszystkich obywateli”. Przepis dotyczący „dobra wspólnego” wydaje się prawidłowo diagnozować jeden z głównych mankamentów polskiej rzeczywistości społecznej, która mu nieraz przeczy. Polacy są bowiem narodem, który na przestrzeni dziejów, poddany różnorakim represyjnym działaniom obcych władz państwowych, dyktatur i systemów autorytarnych, nauczył się zabiegać przede wszystkim o swoje dobro jednostkowe, nie troszcząc się dostatecznie o dobro ogółu. Przepis art. 1 Konstytucji daje do zrozumienia, że tak być nie powinno. Na jego podstawie władze publiczne zobowiązane są do przeciwdziałania jednostkowym czy grupowym zakusom zmierzającym do zawłaszczenia dla siebie dobra wspólnego.
Jednak art. 1 Konstytucji jest przepisem nowym, w związku z czym ciągle nie do końca sprecyzowana jest jego treść normatywna, co w szczególności związane jest z faktem, że Trybunał Konstytucyjny dotychczas niezmiernie rzadko odwoływał się do jego treści. Podobne do art. 1 Konstytucji sformułowanie znajdowało się co prawda wcześniej w konstytucji kwietniowej, jednakże ówczesne znaczenie tego przepisu, podkreślającego – w myśl założeń autorytarnych – podporządkowanie jednostki państwu, nie jest zupełnie do zaakceptowania w aktualnych warunkach społeczno-politycznych, a ponadto kłóciłoby się z innymi zasadami wyrażonymi w Konstytucji, jak choćby z zasadą demokratycznego państwa prawnego (art. 2 Konstytucji).
Obecnie podkreśla się dwie możliwości interpretacyjne tego przepisu. Jedna z nich zakłada subsumpcję pod pojęcie dobra wspólnego w rozumieniu art. 1 Konstytucji „interesu publicznego”, podlegającego ochronie jako „dobro wspólne wszystkich obywateli”. Druga natomiast wskazuje na konieczność uwzględnienia przy interpretacji pojęcia „dobra wspólnego” treści ustalonych przez naukę społeczną Kościoła Katolickiego (encyklika papieża Leona XIII „Rerum novarum”), czy też treści naturalnoprawnych.
Ze względów uzasadnionych wzajemną autonomią Kościoła katolickiego i państwa (art. 25 Konstytucji) znaczenia „dobra wspólnego” poszukiwać należy jednak w art. 1 Konstytucji na gruncie prawa świeckiego, co nie wyłącza jednocześnie pewnych inspiracji nauką społeczną Kościoła Katolickiego. W świetle powyższego należy więc uznać, że zasada dobra wspólnego przede wszystkim zakazuje nieuzasadnionego uprzywilejowywania jednych grup społecznych kosztem innych, nie pozwala na wykorzystywanie dobra wspólnego w celu realizacji jakichś partykularnych interesów, jak choćby nie pozwala na prawne sankcjonowanie naruszającej swobodę wykonywania zawodu lub podejmowania działalności gospodarczej monopolizacji rynku świadczenia jakichś usług przez hermetyczne korporacje zawodowe (por. art. 17 ust. 2 zd. 2 Konstytucji).
Przepis art. 1 Konstytucji, wprowadzający zasadę dobra wspólnego, ma charakter przepisu programowego. Nie może więc on być bezpośrednio stosowany, czyli sam w sobie nie stanowi podstawy jakichkolwiek roszczeń, których można by było dochodzić przed organami państwowymi. Przepis ten wskazuje za to kierunek działania władzy publicznej – przepisy powinny być tworzone i stosowane z poszanowaniem zasady mówiącej, że Rzeczpospolita Polska jest „dobrem wspólnym wszystkich obywateli”. Omawiana zasada powinna być również uwzględniana przy interpretacji prawa, w tym również innych postanowień Konstytucji, na co wskazał Trybunał Konstytucyjny przyjmując, że współkształtuje ona na treść pojęcia społecznej gospodarki rynkowej zawartego w art. 20 Konstytucji (wyrok Trybunału Konstytucyjnego z dnia 30 stycznia 2001 roku, sygnatura K 17/00, OTK ZU Nr 1/2001, poz. 4).
Jak większość przepisów Konstytucji, tak również art. 1, nie jest skierowany do jednostki, lecz adresatem jego są władze publiczne, które – w szczególności władza wykonawcza i ustawodawcza – nie powinny ulegać nieuzasadnionym społecznie żądaniom różnych grup nacisku, forsujących rozwiązania prawne korzystne dla nich, lecz szkodzące dobru wspólnemu. Na obywatela obowiązek poszanowania dobra wspólnego nakłada natomiast art. 82 Konstytucji.
Jeżeli pod pojęciem „dobra wspólnego” w art. 1 Konstytucji rozumieć będziemy „interes publiczny” w kształcie określonym przez dotychczasowe orzecznictwo, to omawianemu przepisowi przypadnie ważka rola jako wskazówki w przypadku konieczności odgraniczenia tego interesu od interesu indywidualnego. Interes publiczny kłóci się bowiem niejednokrotnie z interesem indywidualnym. Ponieważ zaś żaden z nich nie jest wartością bezwzględną, w konkretnym przypadku albo interes publiczny chroniony będzie kosztem interesu indywidualnego, albo odwrotnie, interes indywidualny zyska ochronę kosztem interesu publicznego. Art. 1 Konstytucji statuuje w przypadku takiego konfliktu generalną zasadę pierwszeństwa interesu publicznego przed interesem indywidualnym. Nie znaczy to jednak, że zasada ta nie może doznać modyfikacji w konfrontacji z innymi zasadami konstytucyjnymi, np. zasadą solidaryzmu społecznego (art. 20 Konstytucji), czy zasadą ochrony własności prywatnej (art. 21 Konstytucji).
Wyboru między interesem ogółu (dobrem wspólnym) a interesem partykularnym jakiejś grupy społecznej powinien w każdym konkretnym przypadku dokonać ustawodawca. Zadaniem Trybunału Konstytucyjnego jest natomiast zbadanie czy wybór dokonany przez niego pozostaje w zgodzie z innymi przepisami Konstytucji. Przeważnie jednak istnieć będzie pewien obszar swobodnego manewru, w ramach którego ustawodawca określi stosunek interesu publicznego do interesu indywidualnego.
Przykładem konieczności dokonania takiego rozgraniczenia mogą być przepisy o ochronie zabytków, które poddają uprawnienia właściciela daleko idącym ograniczeniom, podyktowanym interesem publicznym, polegającym na zachowaniu substancji zabytkowej konkretnego obiektu. Odpowiedź na pytanie, jak daleko powinna iść ochrona obiektów zabytkowych i jakie w związku z tym ograniczenia i obowiązki nałożone być mogą na właściciela takiego obiektu wymaga odpowiedniego rozważenia interesu publicznego, zakładającego, że obiekt taki należy do dziedzictwa kulturowego narodu, będącego „dobrem wspólnym wszystkich obywateli”, i interesu indywidualnego właściciela tego obiektu, którego prawo własności daje uprawnienia do jak najpełniejszego korzystania z rzeczy, nie wyłączając uprawnienia do jej zniszczenia. W konkretnym przypadku różne systemy prawne dokonują różnych rozstrzygnięć. Na jednej pozycji znajdzie się pod tym względem prawo polskie, które nakłada na właściciela daleko idące restrykcje związane z utrzymaniem zabytków nieruchomych, natomiast przykładem innego rozłożenia interesów będzie np. prawo belgijskie, pozwalające właścicielowi na całkowitą dewastację i wyburzenie takiego obiektu pod minimalnym warunkiem zachowania jego ściany frontowej.
Decyzję w konkretnym przypadku podejmuje ustawodawca kierując się wskazaniami swojej konstytucji w tym zakresie. Skoro jednak Trybunał Konstytucyjny może podważyć ten wybór poprzez wykazanie, że jest on niezgodny z przepisami Konstytucji, to wynika z tego ważna dla obywatela i innych podmiotów prawa konsekwencja: chociaż nie mogą oni przywoływać art. 1 Konstytucji jako bezpośredniej podstawy swych roszczeń przed urzędami i organami wymiaru sprawiedliwości, to przy spełnieniu wymagań uprawniających ich do wniesienia skargi konstytucyjnej (art. 79 Konstytucji), mogą zarzucać przed Trybunałem Konstytucyjnym niekonstytucyjność aktu prawnego, na podstawie którego orzeczono o ich prawach lub obowiązkach z powodu niewłaściwego (niezgodnego z Konstytucją) wyważenia interesu publicznego i indywidualnego.
Sprawa wykładni przepisu art. 1 Konstytucji może się komplikować w związku z członkostwem Polski w Unii Europejskiej. W związku z tym, że organizacje ją tworzące mają charakter ponadnarodowy, określają one w sposób autonomiczny wobec polskiego porządku prawnego swój prawnie chroniony interes, który może być rozbieżny z interesem publicznym chronionym na podstawie polskiej Konstytucji. Przestrzeganie tego interesu i zapewnienie jego ochrony jest jednak obowiązkiem państw członkowskich Unii Europejskiej.
Przykładem takiego rodzaju konfliktu może być interes Wspólnoty Europejskiej polegający na zachowaniu niezakłóconej konkurencji w ramach wspólnego rynku, skutkujący zakazem udzielania przedsiębiorcom pomocy państwowej (art. 88–89 Traktatu ustanawiającego Wspólnotę Europejską, wyrok Europejskiego Trybunału Sprawiedliwości w połączonych sprawach 205-215/82 [Deutsche Milchkontor], Zbiór Orzecznictwa ETS 1983, s. 2633 [2683]). Interes ten kolidować może z interesem publicznym w znaczeniu polskiej Konstytucji w zakresie polityki wsparcia przedsiębiorstw.
Jednak z uwagi na zasadę supremacji prawa wspólnotowego nad prawem krajowym, pierwszeństwo zawsze musi być przyznane interesowi Wspólnoty Europejskiej z uszczerbkiem dla interesu publicznego w rozumieniu prawa krajowego państw członkowskich.
Samo stwierdzenie supremacji interesu Wspólnoty nad krajowym interesem publicznym nie odpowiada jednak na pytanie, jak w sposób techniczny zapewnić skuteczność interesowi Wspólnoty Europejskiej w prawie krajowym państwa członkowskiego. Zwraca się w związku z tym uwagę, że w zależności od tradycji danego państwa w zakresie traktowania prawa międzynarodowego możliwe są dwa podejścia do przedstawionego problemu.
Pierwsze z nich, właściwe krajom przyjmującym monistyczny punkt widzenia w zakresie stosunku prawa międzynarodowego do prawa krajowego, polegałoby na uwzględnieniu interesu Wspólnoty Europejskiej przy interpretacji krajowych przepisów konstytucyjnych dotyczących interesu publicznego. W ten sposób „interesowi publicznemu” w rozumieniu przepisów konstytucyjnych należałoby nadać treść, którą „współokreśla” wspólnotowy porządek prawny. Na gruncie prawa polskiego zabieg taki mógłby polegać na ustaleniu treści „dobra wspólnego” w ramach wykładni art. 1 Konstytucji z uwzględnieniem konsekwencji przeniesienia na organizację ponadnarodową wykonywania uprawnień suwerennych państwa (art. 90 Konstytucji).
Inną możliwością zapewnienia w tym przypadku skuteczności interesowi Wspólnoty Europejskiej jest przyjęcie, że jej interes jest interesem różnym od interesu publicznego w rozumieniu krajowej konstytucji i przyznanie w określonym stanie faktycznym pierwszeństwa interesowi Wspólnoty Europejskiej na mocy tzw. wykładni prowspólnotowej, która może w konkretnym przypadku prowadzić do pominięcia i niezastosowania przepisu krajowego (w tym również przepisu rangi konstytucyjnej) i oparciu rozstrzygnięcia bezpośrednio na prawie wspólnotowym. Ani polskie orzecznictwo, ani nauka prawa nie dały do tej pory jasnego rozstrzygnięcia, którą ze wskazanych metod należy zastosować w przypadku stwierdzenia rozbieżności między interesem publicznym w rozumieniu Konstytucji a interesem Wspólnot Europejskich.

#### Demokratyczne państwo prawne, urzeczywistniające zasady sprawiedliwości społecznej (art. 2 i 7 Konstytucji)
Art. 2 Konstytucji określa Rzeczpospolitą Polską jako demokratyczne państwo prawne, urzeczywistniające zasady sprawiedliwości społecznej. Z przepisu tego wyprowadzane są elementarne zasady, stanowiące podstawę ustroju Rzeczypospolitej Polskiej, a mianowicie: zasada demokratyzmu, zasada rządów prawa i zasada państwa urzeczywistniającego zasady sprawiedliwości społecznej.
Niekiedy zasada państwa demokratycznego i państwa prawnego łączone są – ze względu na silne związki wewnętrzne istniejące między nimi – w jedną zasadę „demokratycznego państwa prawnego”. Jest to uzasadnione o tyle, że pojęcie demokracji nierozłącznie związane jest z rządami prawa. W rzeczywistości jednak, choć zakresy pojęciowe państwa demokratycznego i państwa prawa w znacznym zakresie się pokrywają, to jednak nie zachodzi między nimi relacja wchłonięcia jednego z nich przez drugie, lecz raczej relacja wzajemnego ich krzyżowania, co uzasadnia oddzielne ich potraktowanie.

##### Zasada państwa demokratycznego
Z art. 2 Konstytucji wynika, że Rzeczpospolita Polska ma być państwem demokratycznym (demokracja uniwersalna). W najprostszym ujęciu określenie to oznacza, że w Polsce panować powinien ustrój demokratyczny, w którym władzę sprawuje naród. Jest to ustrój stanowiący w swoim założeniu zaprzeczenie ustroju autorytarnego oraz dyktatury.
Sama demokracja nie została jednak w żadnym postanowieniu Konstytucji zdefiniowana. Dzieje się tak dlatego, że pojęcie demokracji jest pojęciem opisowym, nienadającym się do zdefiniowania za pomocą przepisów prawnych. Można jedynie wskazywać jego części składowe, do których należą przede wszystkim: władza narodu (art. 4 ust. 1 Konstytucji) poddająca swoje organy przedstawicielskie cyklicznej legitymizacji w wolnych i powszechnych wyborach (art. 96 ust. 2, 97 ust. 2, 127 ust. 1 Konstytucji), pluralizm polityczny (art. 11 Konstytucji), równość obywateli (art. 32 i 33 Konstytucji), gwarantowanie wolności i praw człowieka i obywatela (art. 30–76 Konstytucji), w szczególności wolności głoszenia swoich poglądów (art. 54 ust. 1 Konstytucji) i związanej z nią wolności prasy (art. 14 Konstytucji), zapewnienie praw i wolności poprzez ich obwarowanie określonymi gwarancjami materialnymi i proceduralnymi (art. 77–81 Konstytucji), przestrzeganie zasady podziału władz (art. 10 Konstytucji) i zasady ich kadencyjności (art. 98 ust. 1, 127 ust. 2, 183 ust. 3, 185, 187 ust. 3, 199 ust. 1 Konstytucji) oraz jawności działania (art. 45, 113 Konstytucji) itd.
Dopiero jednak całokształt konstytucyjnej regulacji instytucji i procedur demokratycznych w połączeniu z praktyką ich stosowania może dać odpowiedź na pytanie czy i w jakim stopniu Rzeczpospolita Polska jest państwem demokratycznym. Stopień demokracji zależy przy tym nie tylko od samej konstytucji, lecz również w określonej mierze od regulacji ustawowej, która w zakresie przez konstytucję dozwolonym prowadzić może do rozbudowy bądź erozji instytucji demokratycznych w kraju. Uznanie regulacji ustawowej za niekonstytucyjną z powodu naruszenia zasady państwa demokratycznego nastąpić zaś może jedynie w przypadku stwierdzenia przez Trybunał Konstytucyjny sprzeczności ustawy z jakąś szczegółową zasadą wypływającą z zasady demokracji albo w przypadku kolizji ustawy z konkretnym przepisem konstytucyjnym jedną z takich zasad urzeczywistniającym. O ile więc nie można poddawać pod dyskusję samej zasady demokracji, to samo jej pojęcie jest niedookreślone, a Konstytucja pozostawia pewne pole do dyskusji nad jej kształtem.
Dodać w związku z tym należy, że w przeszłości w Polsce, a obecnie w innych krajach, obserwuje się sytuację, w której trudno wytyczyć jasną granicę między ustrojem demokratycznym a autorytarnym. Innymi słowy, z racji tego, że demokracja może być stopniowana (może być jej w konkretnym państwie albo w konkretnym okresie dziejowym mniej lub więcej), nie można niekiedy z całkowitą pewnością powiedzieć czy dany ustrój jest ustrojem demokratycznym czy autorytarnym. Można przyjąć jedynie, że ważną (ale nie niezawodną) wskazówką mówiącą o tym, że określone państwo wyszło z zakresu demokracji i podąża w kierunku rządów niedemokratycznych jest prawne, lub tylko faktyczne, zniesienie obowiązywania zasady kadencyjności jego organów, które w połączeniu z zachwianiem zasady podziału władz wyrywa władzę z rąk narodu i przekazuje ją jakiejś jednostce lub grupie. Zagadnienie to wiąże się oczywiście z kwestią wolnych (niemanipulowanych) wyborów powszechnych, które stanowią nieodłączny element demokracji.
Jednak, jak przekonuje praktyka, przytoczone kryteria nie są kryteriami bezwzględnymi i wyłącznymi, co widać w przypadku porównania państw takich jak Białoruś i Azerbejdżan. W obu z nich zasada kadencyjności głowy państwa nie jest od lat stosowana, co nie przeszkadza społeczności międzynarodowej uważać Białoruś za dyktaturę, a Azerbejdżan za państwo demokratyczne, będące od 2001 r. członkiem Rady Europy. O uznaniu takim decydują bowiem niekiedy również względy natury politycznej, a wpływ na to uznanie może mieć także, w przypadku istnienia pewnych deficytów w zakresie demokracji, ogólne pozytywne nastawienie państwa do jej zasad jako takich. Za każdym więc razem przy określeniu demokratycznego czy niedemokratycznego charakteru państwa uwzględniać należy szereg okoliczności normatywnych i faktycznych, których całokształt dopiero decyduje o przyznaniu mu charakteru państwa demokratycznego.

##### Zasada państwa prawa
Pojęcie „państwa prawa” (niem. Rechtsstaat) jest częścią dorobku niemieckiej doktryny i praktyki prawnej, które zaczęły go używać jeszcze w XIX w. Prawdziwą sławę zasada państwa prawa zyskała jednak dopiero w XX w., w szczególności w Niemczech, gdzie opisowo ujęta w art. 20 Ustawy Zasadniczej, obrosła po II wojnie światowej bogatą literaturą i orzecznictwem. Wkrótce zaczęła być traktowana jako jedna z podstawowych zasad, którymi powinno się kierować państwo w stosunku do obywateli, również w wielu innych państwach europejskich.
W Polsce zasada państwa prawa wprowadzona została po raz pierwszy do konstytucji w wyniku przeobrażeń demokratycznych 1989 r. (art. 1 Konstytucji PRL w brzmieniu drugiej noweli konstytucyjnej z 1989 r. (Dz.U. z 1989 r. nr 75, poz. 444)) i przeżyła w początkowym okresie bardzo burzliwy rozwój. Szczególnie w latach, które nastąpiły bezpośrednio po przełomie 1989 r. służyła ona jako wzorzec oceny wielu przepisów odziedziczonych po poprzedniej formacji ustrojowej i podstawa uznania ich za nieobowiązujące przez Trybunał Konstytucyjny. Dodać jednak trzeba, że niektóre zasady szczegółowe wypływające z zasady państwa prawa (np. zasada ochrony praw nabytych – orzeczenie Trybunału Konstytucyjnego z 4 października 1989 r., sygn. K 3/88, OTK ZU 1989, poz. 2, czy zakaz działania prawa wstecz – orzeczenie Trybunału Konstytucyjnego z 28 maja 1986 r., sygn. U 1/86, OTK ZU 1986, poz. 2) Trybunał Konstytucyjny wyprowadzał z przepisów Konstytucji PRL jeszcze zanim pojawiło się w niej wyraźne odwołanie do państwa prawnego.
Zasada państwa prawnego (zwana również zasadą praworządności albo zasadą rządów prawa) stanowi według Trybunału Konstytucyjnego zbiorcze wyrażenie całego szeregu reguł i zasad, które nie zostały wprawdzie expressis verbis nazwane przez Konstytucję, ale które wynikają z samej istoty państwa prawnego, czyli państwa, które „porusza się na zawiasach prawa”. Tekst pisany Konstytucji nie zawiera wyczerpującego katalogu tych zasad. Tworzone są one dzięki wysiłkowi nauki prawa, a przede wszystkim orzecznictwu Trybunału Konstytucyjnego. W okresie do 1997 r. wyprowadził on z zasady państwa prawa wiele reguł szczegółowych, z których następnie część została ujęta w formę normatywną i wprowadzona do nowej Konstytucji (np. prawo do sądu – orzeczenie Trybunału Konstytucyjnego z 7 stycznia 1992 r., sygn. K 8/91, OTK 1992, poz. 5 i obecny art. 45 ust. 1 Konstytucji, prawo do życia prywatnego – orzeczenie Trybunału Konstytucyjnego z 24 czerwca 1997 r., sygn. K 21/96, OTK ZU 1997 Nr 2, poz. 23 i obecny art. 47 Konstytucji).
Według Trybunału Konstytucyjnego jego orzecznictwo dotyczące zasady państwa prawa wydane na podstawie wcześniejszego art. 1 Konstytucji PRL zachowało aktualność również pod rządami obowiązującej Konstytucji (wyrok Trybunału Konstytucyjnego z 25 listopada 1997 r., sygn. K 26/97, OTK ZU Nr 5–6/1997, poz. 64). Jednak w związku z kodyfikacją niektórych zasad szczegółowych wynikających z zasady państwa prawnego w nowej Konstytucji, rok 1997 stanowi pewną cezurę w rozwoju zasad szczegółowych wypływających z zasady państwa prawa. W szczególności w związku z ujęciem niektórych z tych zasad w przepisy konstytucyjne uznać trzeba, że pod rządami obecnej Konstytucji utraciło aktualność orzecznictwo Trybunału Konstytucyjnego, które zasad tych dotyczyło. Natomiast nieujęcie w przepisach Konstytucji jakiejś zasady materialnej wcześniej wyprowadzanej z zasady państwa prawa przez Trybunał Konstytucyjny nie oznacza, że zasada taka przestała obowiązywać. Obowiązuje ona nadal i ma do niej zastosowania orzecznictwo Trybunału sprzed wejścia w życie Konstytucji. Sam przepis wprowadzający zasadę demokratycznego państwa prawa nie jest przepisem nadającym się do bezpośredniego stosowania. Bezpośrednio stosowane mogą być natomiast zasady szczegółowe z niego wyprowadzane, co prowadzić może do uznania przepisu ustawowego, który jest z nimi sprzeczny, za niezgodny z Konstytucją.
Szczegółowe zasady wypływające z zasady państwa prawa podzielić można z kolei na dwie grupy. Jedną z tych grup stanowią zasady materialne, które mówią o tym, na jakich wartościach powinno opierać się państwo, żeby można je było nazwać państwem prawa. Natomiast szczegółowe zasady formalne wyprowadzane z zasady państwa prawa mówią o związaniu władzy publicznej prawem i wyprowadzane są z zasady państwa prawa określonej w art. 2 Konstytucji, w połączeniu z jej art. 7. Jeżeli chodzi o zasady materialne, to stanowią one zbiór wartości, na których opierać się powinno państwo, ażeby można je było nazwać „państwem prawa”. Chodzi tu o niektóre zasady demokracji, jak istnienie konkretnych praw jednostki, zasadę równości i sprawiedliwości.
Do najważniejszych zasad materialnych wyprowadzanych przez Trybunał Konstytucyjny z klauzuli państwa prawa należy zasada ochrony praw nabytych. Zasada ta, wzorowana na prawie francuskim (fr.: principe de l’intangibilité des effets individuals; principe du respect des droits acquis) stanowi podstawę bezpieczeństwa prawnego obywateli, będąc oparciem dla wiarygodności prawa w stosunkach między jednostką a organami władzy publicznej (np. orzeczenie Trybunału Konstytucyjnego z 22 sierpnia 1990 r., sygn. K 7/90, OTK 1990, s. 42–58). Zakazuje ona odbierania obywatelom bez stosownego odszkodowania praw słusznie przez nich nabytych, co niezgodne jest z zasadami sprawiedliwości i wysoce szkodliwe dla stanu świadomości prawnej obywateli, tracących w takich sytuacjach szacunek dla prawa. Do zasad materialnych wyprowadzanych z zasady państwa prawa zawartej w art. 2 Konstytucji należą ponadto m.in. zakaz retroakcji prawa, zasada pacta sunt servanda i inne.
Zasada państwa prawa w znaczeniu formalnym wyrażona została natomiast w art. 7 Konstytucji, według którego „organy władzy publicznej działają na podstawie i w granicach prawa”. Oznacza to przede wszystkim, że wszelkie działania władzy publicznej mogą być podejmowane tylko wtedy, gdy istnieje wyraźna norma kompetencyjna, upoważniająca konkretny organ do dokonania określonej czynności. Przepis taki musi przy tym przyznawać kompetencję wyraźnie, a organ nie może jej domniemywać w drodze jego wykładni (istnieje w tym względzie tzw. zakaz domniemania kompetencji). Ponadto działania organu władzy publicznej podejmowane być powinny w formie przepisanej przez prawo. Jeżeli więc przepis wymaga od organu władzy wydania w konkretnej sprawie decyzji administracyjnej, to nie może on dokonać czynności w innej formie. Decyzja zaś taka, czy też innego rodzaju rozstrzygnięcie, musi zostać wydana w sposób zgodny z przepisami prawa określającego zasady postępowania w konkretnej sprawie (np. w zgodzie z przepisami kodeksu postępowania administracyjnego). Wszelkie decyzje władzy publicznej dotyczące praw i obowiązków obywateli i innych podmiotów prawa powinny ponadto opierać się na konkretnym przepisie prawa materialnego. Przepisy rangi ustawowej zobowiązują w związku z tym organy władzy publicznej do podawania podstawy prawnej swych decyzji poprzez wskazanie konkretnego przepisu prawa, na podstawie którego decyzja taka została podjęta. Musi to być przepis prawa powszechnie obowiązującego, a nie przepisy wewnętrzne administracji, które nie mogą być podstawą decyzji wobec obywateli, osób prawnych i innych podmiotów (art. 93 ust. 2 Konstytucji). Zasada państwa prawa w znaczeniu formalnym polega ponadto na oparciu działania władzy publicznej o zasady podziału władz, sądowej kontroli władzy administracyjnej, wyłączności ustawowej regulacji praw jednostki itp. W związku z tym, że szczegółowe zasady formalne wypływające z zasady państwa prawa nie zostały (oprócz zasady ogólnej wyrażonej w art. 7 Konstytucji) skodyfikowane w Konstytucji z 1997 r., pełną aktualność w stosunku do nich zachowało orzecznictwo Trybunału Konstytucyjnego wydane przed jej wejściem w życie.
Wyrażona w art. 7 zasada związania prawem odnosi się do organów władzy publicznej. Nie dotyczy ona natomiast obywateli i innych podmiotów prawa. Odwrotnie niż organy władzy publicznej nie muszą oni nigdy powoływać podstawy prawnej swoich działań. Obowiązuje w stosunku do nich zasada, że wolno im robić wszystko, co nie jest wyraźnie zabronione przez prawo (quod lex non prohibit licitum est). Jeżeli zaś organ władzy publicznej chce im jakiegoś działania zabronić, to działając w oparciu o normę upoważniającą go do działania w konkretnej sprawie, musi on wskazać przepisy prawa powszechnie obowiązującego, które zabraniają kwestionowanego przez niego postępowania.

##### Zasada państwa urzeczywistniającego zasady sprawiedliwości społecznej
Art. 2 Konstytucji wprowadza ponadto zasadę sprawiedliwości społecznej. Rzeczpospolita Polska ma być nie tylko demokratycznym państwem prawnym, lecz również państwem, które urzeczywistnia „zasady sprawiedliwości społecznej”. Zasady te w polskiej Konstytucji są odpowiednikiem koncepcji państwa socjalnego, znanej innym współczesnym konstytucjom (np. art. 20 ust. 1 niemieckiej ustawy zasadniczej).
W odróżnieniu od art. 20 niemieckiej Ustawy Zasadniczej zasada sprawiedliwości społecznej w rozumieniu art. 2 Konstytucji stanowi przepis programowy (wyrok Trybunału Konstytucyjnego z 4 grudnia 1990 r., sygn. K 12/90, OTK 1990, poz. 7). Wymaga więc ona przede wszystkim konkretyzacji ustawowej, której przykład stanowi ustawa z 29 listopada 1990 r. o pomocy społecznej (Dz.U. z 1998 r. nr 64, poz. 414 ze zm.). Dopiero na podstawie takiej konkretyzacji obywatelom mogą być przyznawane konkretne prawa, których dochodzić oni mogą przed organami wymiaru sprawiedliwości. Taki charakter zasad sprawiedliwości społecznej potwierdza również treść przepisu art. 81 Konstytucji, według którego praw socjalnych określonych w art. 65 ust. 4 i 5, 66, 69, 71 i 74-76 Konstytucji można dochodzić tylko w granicach określonych w ustawie. Raz przyznane na podstawie ustawy prawa mogą być jednak znoszone lub ograniczane, jeżeli uzasadnia to zmiana warunków społeczno-ekonomicznych. Musi to jednak następować z poszanowaniem zasady ochrony praw nabytych. Nie może też nastąpić zredukowanie praw socjalnych poniżej poziomu zagwarantowanego przepisami prawa międzynarodowego, w szczególności umów międzynarodowych ratyfikowanych za zgodą Sejmu i Senatu RP.
Zasady te nie są nigdzie usystematyzowane. Nie ulega jednak wątpliwości, że należy do nich ochrona słabszych ekonomicznie jednostek i grup ludności wyrażająca się w istnieniu odpowiedniego zabezpieczenia społecznego i usług socjalnych świadczonych przez państwo i różne wspólnoty samorządowe.
Trybunał Konstytucyjny podnosi, że jego orzecznictwo dotyczące zasad sprawiedliwości społecznej wydane na podstawie art. 1 Konstytucji PRL zachowało swoją aktualność również pod rządami obowiązującej Konstytucji z 1997 r. (wyrok Trybunału Konstytucyjnego z 22 grudnia 1997 r., sygn. K 2/97, OTK ZU Nr 5–6/1997, poz. 72).

#### Zasada państwa jednolitego (art. 3 Konstytucji)
Według art. 3 Konstytucji Rzeczpospolita Polska jest państwem jednolitym (unitarnym). Stwierdzenie to oznacza, że w Rzeczypospolitej Polskiej – odmiennie niż w państwach federalnych – istnieje tylko jeden podmiot władzy najwyższej (określony w art. 4 ust. 1 Konstytucji: Naród), który sprawuje władzę na całym terytorium Rzeczypospolitej Polskiej, nie dzieląc jej z żadnymi jednostkami składowymi państwa. Znaczy to, że żadna z jednostek podziału terytorialnego Rzeczypospolitej Polskiej nie posiada samodzielności państwowej, nie jest suwerenna i w związku z tym nie może być na nią przeniesione wykonywanie określonego zakresu władzy państwowej.
Zasada państwa jednolitego nie była nigdy wcześniej wyrażana bezpośrednio w polskich przepisach konstytucyjnych. Pamiętać jednak należy, że w swej historii Rzeczpospolita Polska nie zawsze była państwem jednolitym. W okresie po zawarciu Unii Lubelskiej w 1569 r. do III rozbioru Polski w 1795 r. miała ona charakter federacyjny, i składała się z dwóch części: Korony Polskiej i Wielkiego Księstwa Litewskiego (Rzeczpospolita Obojga Narodów). Konstytucja 3 maja wraz ze stanowiącym jej część składową Zaręczeniem Wzajemnym Obojga Narodów potwierdziła charakter federacyjny tego państwa, zacieśniając jednocześnie związek polsko-litewski i nadając mu nowe ramy prawne. Ugruntowany przed 1791 r. i utrzymany przez Konstytucję 3 maja model Rzeczypospolitej jako dwuczłonowego polsko-litewskiego państwa federalnego zakładał, że obie jego części składowe cieszą się jednakowymi prawami i mają jednakową możliwość wpływu na los całego państwa, bez względu na dzielące je różnice dotyczące liczby ludności, powierzchni i potencjału ekonomicznego. Był to zatem typowy model federalizmu równomiernego, reprezentowany dzisiaj na przykład przez Republikę Federalną Niemiec. Wydaje się jednak, że w pewnym okresie swego rozwoju Rzeczpospolita Polska bliska być mogła ewolucji w kierunku modelu federacji nierównomiernej, czyli państwa składającego się z jednostek o różnym poziomie samodzielności. Stwierdzenie to odnieść należy w szczególności do funkcjonowania w ramach Rzeczypospolitej autonomii Prus Królewskich, ostatecznie jednak zniesionej w 1569 r. Niepowodzeniem zakończyła się również próba utworzenia w 1658 r. na podstawie ugody hadziackiej trójczłonowej federacji z Księstwem Ruskim jako równoprawną częścią składową Rzeczypospolitej obok Korony i Litwy.
Model Rzeczypospolitej jako państwa federalnego stracił na znaczeniu w okresie odzyskania przez Polskę niepodległości w 1918 roku. Co prawda i wtedy odżywały projekty powołania do życia takiego państwa, skupiającego narody zamieszkujące obszar historycznej Rzeczypospolitej, jednak z powodu dążenia każdego z tych narodów do utworzenia własnego państwa, plany stworzenia takiej federacji okazały się być nie do zrealizowania. Nie uzyskał też aprobaty społecznej projekt utworzenia państwa skupiającego obszary trzech dawnych zaborów, jako części składowych nowego federacyjnego państwa polskiego. Ostatecznie II Rzeczpospolita ukształtowała się jako państwo jednolite z wyjątkiem dotyczącym województwa śląskiego. W 1945 roku, po formalnej likwidacji województwa śląskiego, Polska Ludowa okrzepła jako państwo jednolite bez żadnych wyjątków na rzecz autonomiczności jakichkolwiek regionów. Taki charakter państwo polskie zachowało nieprzerwanie do dziś. Wraz z wejściem w życie Konstytucji RP z 1997 r. zasada państwa jednolitego podniesiona została do rangi zasady konstytucyjnej (art. 3 Konstytucji).
Jeżeli chodzi o znaczenie art. 3 Konstytucji, to uznać go należy przede wszystkim jako potwierdzenie zastanego stanu faktycznego, gdyż w okresie kształtowania się państwowości polskiej po 1989 r. nie była prowadzona żadna poważna dyskusja polityczna na temat federacyjnego czy unitarnego charakteru państwa polskiego. Jednocześnie jednak wraz z wprowadzeniem zasady państwa jednolitego do polskiej Konstytucji stworzony został wyraźny konstytucyjny zakaz rozdzielania suwerennych kompetencji państwowych pomiędzy władzę centralną a istniejące jednostki administracyjne państwa czy też podział państwa na nowe części składowe, na które przeniesiona miałaby być część kompetencji suwerennych władzy państwowej.
W związku z pojęciem państwa jednolitego (unitarnego) wyjaśnienia wymagają w szczególności kwestia decentralizacji władzy publicznej i zagadnienie możliwości wprowadzenia w podziale administracyjnym kraju jednostek autonomicznych. Jeżeli chodzi o pojęcie decentralizacji władzy publicznej, to zasada państwa jednolitego nie stoi jej na przeszkodzie. Wręcz przeciwnie, polska Konstytucja stanowi, że ustrój terytorialny Rzeczypospolitej Polskiej „zapewnia decentralizację władzy publicznej” (art. 15 ust. 1 Konstytucji). Polska jest zatem państwem jednolitym, ale nie centralistycznym, czyli takim, w którym większość spraw jest załatwiana przez organy administracji państwowej. Pojęcie decentralizacji, ściśle powiązane z pojęciem subsydiarności, zakłada bowiem istnienie samorządu terytorialnego, wyposażonego w kompetencje do decydowania o sprawach lokalnych i regionalnych. Chodzi o to, żeby decyzje dotyczące danej społeczności miejscowej były podejmowane przez tę właśnie społeczność, a nie przez władze państwowe, często niezorientowane w rzeczywistych jej potrzebach. Możliwie szeroki zakres kompetencji w zakresie spraw lokalnych powinien być zatem przekazywany przez państwo samorządowi terytorialnemu.
Pojęcie państwa jednolitego nie wyłącza również funkcjonowania w obrębie państwa jednostek autonomicznych. Przykładem takiego stanu rzeczy było funkcjonowanie w Polsce w okresie II Rzeczypospolitej autonomicznego województwa śląskiego. Również obecnie w wielu państwach jednolitych w Europie (Hiszpania, Ukraina, Włochy) istnieją regiony autonomiczne. Wprowadzenie możliwości tworzenia regionów autonomicznych również w Polsce nie stałoby w sprzeczności z zasadą państwa jednolitego, wyrażoną w art. 3 Konstytucji. Z uwagi jednak na fakt, że tworzenie regionów autonomicznych jest wyjątkiem od zasady państwa jednolitego, nie można byłoby utworzyć regionu autonomicznego na podstawie samej tylko ustawy. Konieczna byłaby wcześniejsza nowelizacja Konstytucji, przewidująca możliwość odstępstwa w tym zakresie od treści art. 3. W ten sam sposób sprawa się przedstawia w konstytucjach wymienionych państw europejskich, które albo expressis verbis zezwalają na tworzenie regionów autonomicznych przez ustawę (art. 2 i art. 143–158 Konstytucji Hiszpanii; art. 5 i 116 Konstytucji Włoch), albo same takie regiony tworzą (Rozdział X Konstytucji Ukrainy: Republika Autonomiczna Krymu).

#### Zasada zwierzchności narodu (art. 4 Konstytucji)
Art. 4 ust. 1 Konstytucji stanowi, że „władza zwierzchnia w Rzeczypospolitej Polskiej należy do Narodu”, wyrażając w ten sposób jedną z podstawowych zasad ustrojowych Rzeczypospolitej: zasadę suwerenności (zwierzchności) narodu. Skoro władza zwierzchnia należy do narodu, to tylko naród jako całość („wszyscy obywatele”), nie zaś jakiś inny podmiot, autorytet, grupa społeczna czy partia polityczna, sprawuje władzę pierwotną i od nikogo niezależną (suwerenną).
Zasada ta ma w Polsce dość długą tradycję, wywodzącą się z europejskiej koncepcji suwerenności ludu, która wykształciła się na przełomie XIX i XX w., stanowiąc w swym pierwotnym ujęciu zaprzeczenie rządów absolutnych. W taki sposób została ona wyrażona w Konstytucji 3 maja. W znaczeniu tym to właśnie wola narodu, a nie wola władcy absolutnego jest źródłem tej władzy najwyższej i od nikogo niezależnej. Pojmowanie zasady suwerenności narodu oznacza jednak obecnie, że naród jako podmiot władzy suwerennej stanowią – w odróżnieniu od różnych wcześniejszych koncepcji – „wszyscy obywatele Rzeczypospolitej” niezależnie od ich przynależności etnicznej, pozycji społecznej, wykształcenia, statusu majątkowego, wyznawanej religii, czy reprezentowanego światopoglądu.
Konstytucja używa w tym przypadku pojęcia narodu nie w znaczeniu etnicznym (osób mających polskie pochodzenie), lecz w znaczeniu filozoficzno-społecznym, obejmującym „wszystkich obywateli Rzeczypospolitej” (demokracja uniwersalna). Podmiotem władzy suwerennej jest w takim rozumieniu cały naród, a nie tylko naród polityczny, jak to miało miejsce w demokracji szlacheckiej I Rzeczypospolitej czy „lud pracujący miast i wsi” w demokracji socjalistycznej Polskiej Rzeczypospolitej Ludowej (art. 1 ust. 2 Konstytucji PRL). Tak właśnie określony naród jest źródłem władzy zwierzchniej w państwie. Jednak władzę tę wykonują tylko ci obywatele, którym przysługują prawa wyborcze (tzw. korpus wyborczy). Niezależnie od filozoficznych rozważań nad pojęciem narodu w znaczeniu art. 4 Konstytucji, ten krąg osób jest więc z prawnego punktu widzenia określony bardzo precyzyjnie. Najważniejszą konsekwencją zasady suwerenności narodu jest to, że tylko jego wola może stanowić w Rzeczypospolitej Polskiej powszechnie obowiązujące prawo. Dlatego nie należy do źródeł prawa powszechnie obowiązującego w Polsce ani prawo wewnętrzne administracji (art. 93 Konstytucji), ani prawo natury. To ostatnie może być jedynie źródłem prawa w znaczeniu funkcjonalnym wtedy, gdy sam suweren zezwala na jego stosowanie, jak np. w art. 30 Konstytucji, zapobiegając w ten sposób skrajnie pozytywistycznemu pojmowaniu prawa.
Swoją wolę naród jako suweren może wyrażać na dwa sposoby: za pośrednictwem swoich przedstawicieli lub bezpośrednio (art. 4 ust. 2 Konstytucji). W ten sposób Konstytucja otwiera drogę dla wprowadzenia zarówno instytucji demokracji pośredniej, czyli przedstawicielskiej, jak i bezpośredniej. Idealną sytuacją z punktu widzenia zasady suwerenności narodu byłoby, gdyby suweren mógł sam bezpośrednio podejmować wszelkie decyzje. Taki sposób sprawowania władzy przyczyniałby się bowiem do większej legitymizacji podejmowanych rozstrzygnięć. Jednak współcześnie ten model sprawowania władzy przez naród z wielu względów mógłby być trudny do przeprowadzenia. Dlatego też żaden z obecnie funkcjonujących systemów politycznych nie urzeczywistnia w całej rozciągłości zasady demokracji bezpośredniej. Traktowana jest ona jedynie jako uzupełnienie demokracji pośredniej, czyli sprawowania władzy przez naród za pośrednictwem wybranych w tym celu przedstawicieli.
Również Konstytucja Rzeczypospolitej Polskiej poprzez kolejność wyliczenia w art. 4 ust. 2 daje wyraz przekonaniu, że to demokracja pośrednia jest podstawowym sposobem sprawowania władzy przez naród, a instytucje demokracji bezpośredniej mogą być jedynie jej uzupełnieniem. U podstaw systemu demokracji parlamentarnej leży bowiem przekonanie, że naród sprawuje swoją władzę zwierzchnią poprzez przedstawicieli wybranych do parlamentu. Przedstawicielami narodu, o których mowa w art. 4 ust. 2 Konstytucji są więc w Polsce członkowie organów przedstawicielskich: Sejmu i Senatu RP (a ściślej mówiąc Sejm i Senat RP jako organy władzy), co wynika z art. 104 Konstytucji, będącego świadomym nawiązaniem do zasady suwerenności narodu wyrażonej w jej art. 4. W stosunku do senatorów to samo wynika z odesłania do przepisów o posłach zawartego w art. 108 Konstytucji. Konsekwencją uznania posłów i senatorów za przedstawicieli Narodu jest brak prawnego związania ich wolą (instrukcjami) wyborców. Reprezentują oni bowiem cały naród, a nie tylko te osoby, które oddały na nich swe głosy (zasada tzw. mandatu wolnego).
Formalnie rzecz ujmując, nie jest przedstawicielem narodu Prezydent Rzeczypospolitej, który stosownie do art. 126 ust. 1 Konstytucji jest przedstawicielem „Rzeczypospolitej Polskiej”, czyli państwa. Wydaje się jednak, że z uwagi na fakt wyboru Prezydenta RP przez Naród w wyborach bezpośrednich, czyli jego legitymacji wywodzącej się bezpośrednio od narodu, do stwierdzenia tego nie należy podchodzić zbyt rygorystycznie. Przemawia za tym choćby fakt, że w różnych postanowieniach Konstytucji możemy odnaleźć „odpryski” tego rodzaju legitymizacji, choćby w postaci uprawnień Prezydenta Rzeczypospolitej do ratyfikacji bez udziału Sejmu i Senatu RP niektórych umów międzynarodowych, czy przyznanie mu przez samą Konstytucję prawa do wydawania w ściśle określonych okolicznościach rozporządzeń z mocą ustawy i zaliczenie tych aktów prawnych do źródeł prawa powszechnie obowiązującego (art. 87 ust. 1 i art. 234 ust. 2 Konstytucji). Choć więc formalnie Prezydent RP nie jest przedstawicielem narodu, to w odróżnieniu od systemów, w których głowę państwa wybiera parlament lub podobne ciało przedstawicielskie, polskiemu prezydentowi przysługuje bezpośrednia legitymacja pochodząca z woli wyborców, co materialnie stawia go w pozycji ich przedstawiciela.
Z całą pewnością nie są natomiast przedstawicielami narodu organy władzy wykonawczej (Rada Ministrów), gdyż nie opierają one swego umocowania bezpośrednio na woli narodu – nie pochodzą z wyborów bezpośrednich. To samo dotyczy sądów i trybunałów, które stosownie do swej roli wydają wyroki nie w imieniu narodu, ale „w imieniu Rzeczypospolitej Polskiej” (art. 174 Konstytucji). Charakteru przedstawicielskiego w znaczeniu art. 4 ust. 2 Konstytucji nie mają również organy jednostek samorządu terytorialnego pochodzące z powszechnych wyborów, a to z uwagi na terytorialnie ograniczony zakres ich legitymizacji, co sprawia, że nie są one przedstawicielami całego narodu, lecz tylko społeczności lokalnej.
W przypadkach określonych w Konstytucji naród może jednak sprawować władzę bezpośrednio, czyli może podejmować decyzje z pominięciem swych organów przedstawicielskich. W takim właśnie znaczeniu rozumie się zwykle demokrację bezpośrednią, nie obejmując już jej zakresem znaczeniowym samych bezpośrednich wyborów do organów przedstawicielskich. Systemy konstytucyjne państw współczesnych znają wiele form takiej demokracji. Zaliczyć do nich można oprócz referendum również ustawodawstwo ludowe, czyli uchwalanie ustaw w drodze powszechnego głosowania obywateli, obywatelską inicjatywę ustawodawczą oraz obywatelskie weto ustawodawcze. Polska Konstytucja przyjęła dwie z nich, a mianowicie obywatelską inicjatywę ustawodawczą (art. 118 ust. 2 Konstytucji) oraz kilka rodzajów referendów: referendum ogólnokrajowe (art. 125 Konstytucji), referendum w sprawie przystąpienia do organizacji międzynarodowej (art. 90 ust. 3 i 4 Konstytucji) oraz konstytucyjne (art. 235 ust. 6 Konstytucji).
Ściśle rzecz biorąc, nie należą do instytucji demokracji bezpośredniej w opisywanym znaczeniu referenda lokalne, przeprowadzane na podstawie ustawy z dnia 15 września 2000 r. o referendum lokalnym (Dz.U. z 2025 r. poz. 472). Jest tak dlatego, że społeczność lokalna czy regionalna nie jest suwerenem w znaczeniu art. 4 Konstytucji, ponieważ suwerenem tym jest tylko naród jako całość. Referendum lokalne służy zaś do decydowania o sprawach dotyczących wspólnoty samorządowej, w tym o odwołaniu pochodzącego z wyborów bezpośrednich organu samorządu terytorialnego (art. 170 Konstytucji). Niemniej jednak wyliczane jest ono często również wśród instytucji demokracji bezpośredniej, co uzasadnione jest podobieństwem instytucjonalnym. Pamiętać jednak należy, że nie mówimy w tym przypadku o wykonywaniu władzy suwerennej, lecz o formie demokracji bezpośredniej na poziomie lokalnym lub regionalnym.
Rozwiązania dotyczące demokracji bezpośredniej są w polskim konstytucjonalizmie czymś stosunkowo nowym. Instrumenty tej demokracji nie były bowiem znane ani konstytucjom międzywojennym, ani Konstytucji z 1952 r. W Polskiej Rzeczypospolitej Ludowej dopiero uchwalona w 1987 roku nowela Konstytucji z 1952 r. (Dz.U. z 1987 r. nr 14, poz. 82) wprowadziła instytucję referendum ogólnokrajowego. Została ona później przejęta przez art. 19 i 77 Małej Konstytucji z 1992 r. Dopiero jednak Konstytucja z 1997 r. uregulowała instytucje demokracji bezpośredniej w sposób kompleksowy, a jej postanowienia zostały rozwinięte w ustawach: z 24 czerwca 1999 r. o wykonywaniu inicjatywy ustawodawczej przez obywateli (Dz.U. z 2018 r. poz. 2120), z 14 marca 2003 r. o referendum ogólnokrajowym (Dz.U. z 2025 r. poz. 300) i z 15 września 2000 r. o referendum lokalnym (Dz.U. z 2025 r. poz. 472).

### Rozdział IV: Sejm i Senat

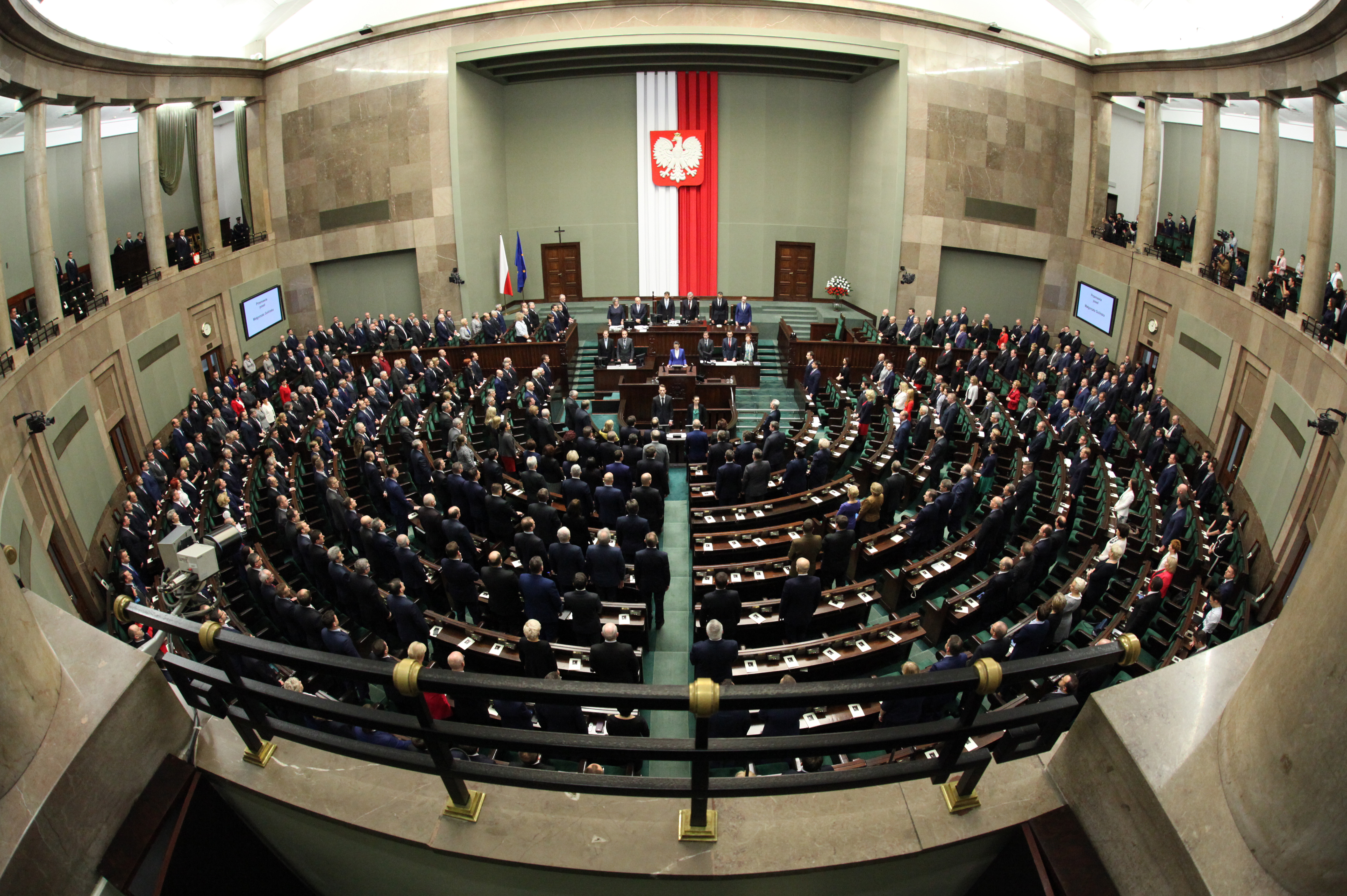
Sala Posiedzeń Sejmu

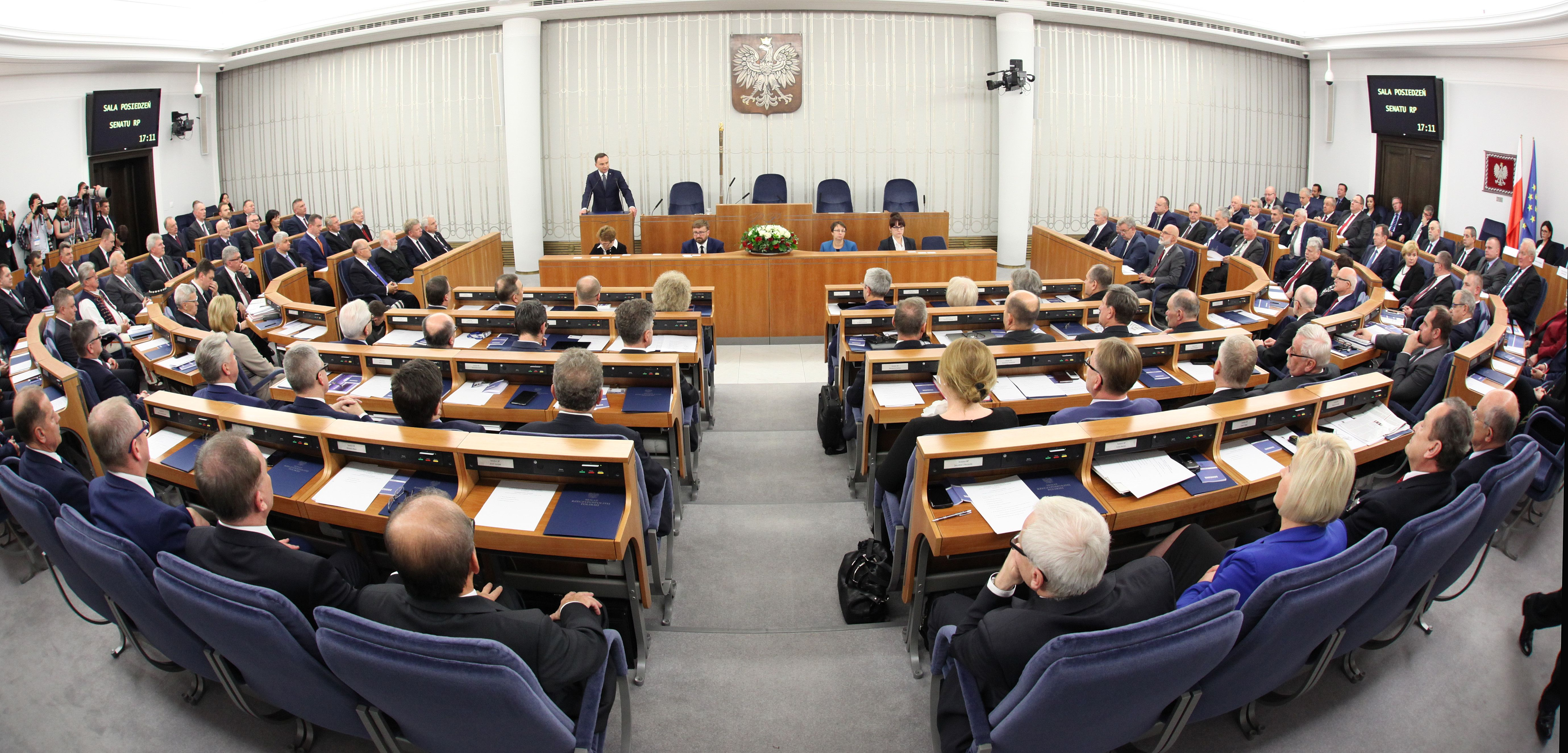
Sala Posiedzeń Senatu

### Rozdział V: Prezydent Rzeczypospolitej Polskiej

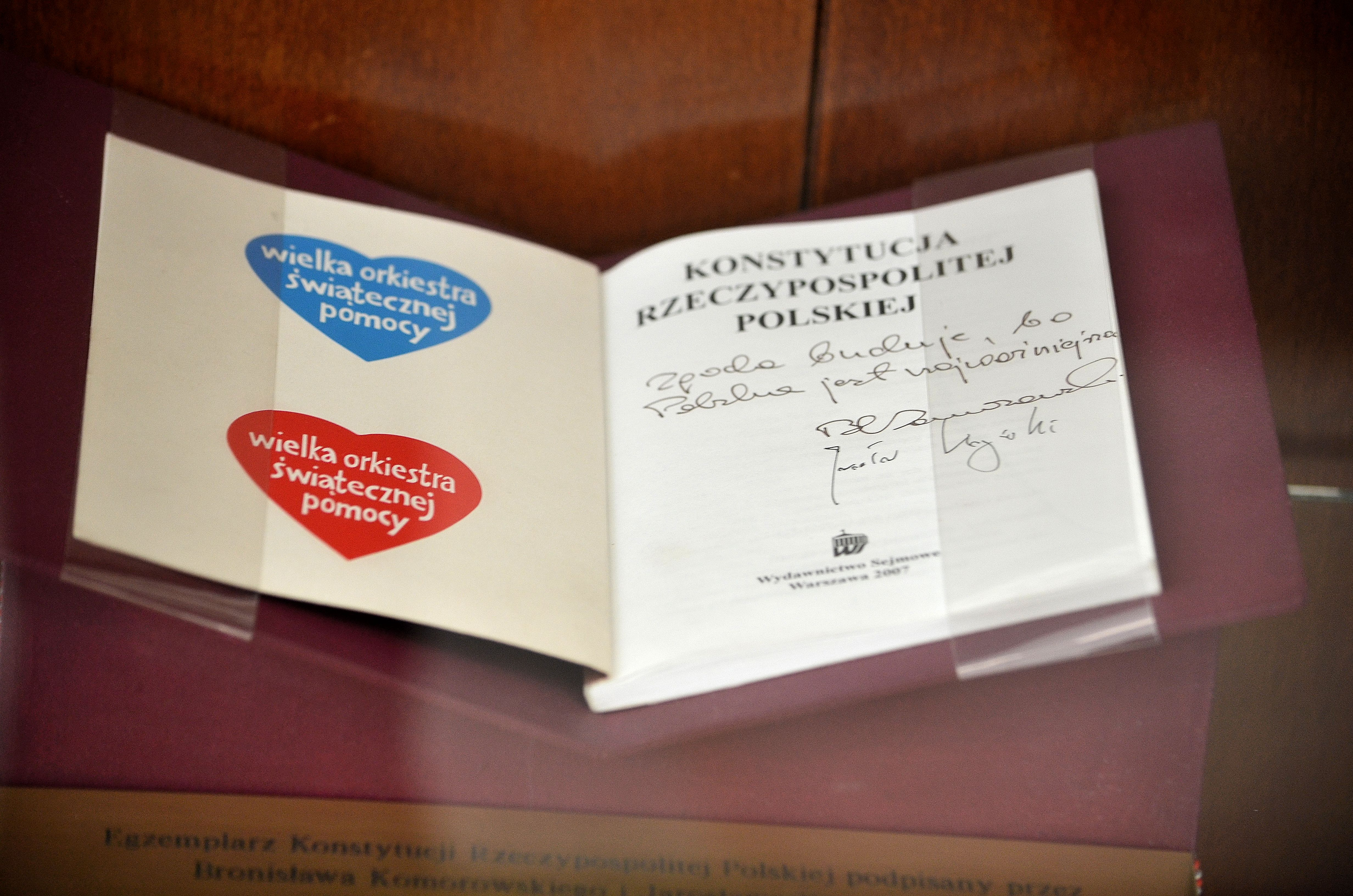
Egzemplarz Konstytucji podpisany przez Bronisława Komorowskiego i Jarosława Kaczyńskiego podczas telewizyjnej debaty prezydenckiej 2 lipca 2010, eksponowany w gmachu Sejmu

#### Konstytucja jako najwyższe prawo Rzeczypospolitej Polskiej (art. 8 ust. 1 Konstytucji)

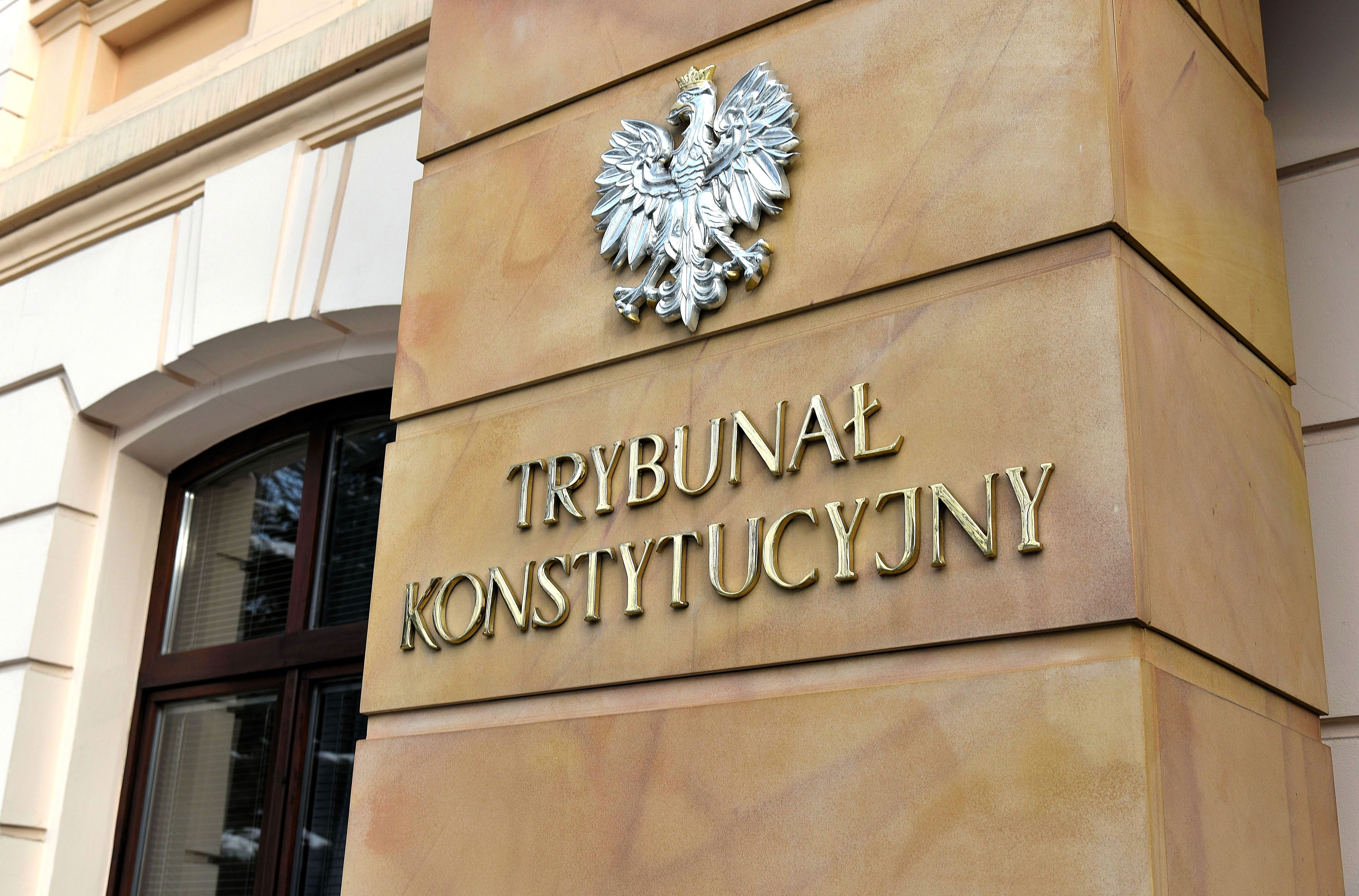
Organem właściwym do orzekania w sprawie kontroli konstytucyjności aktów prawnych jest Trybunał Konstytucyjny

Art. 8 ust. 1 Konstytucji stanowi, że Konstytucja jest „najwyższym prawem Rzeczypospolitej Polskiej”. Znaczy to, że stanowić ona powinna wzorzec oceny wszystkich innych aktów prawnych, a w pierwszej kolejności miernik poprawności ustawodawstwa zwykłego.
Stwierdzenie o wyższości Konstytucji nad ustawami zyskuje na znaczeniu zwłaszcza w związku z nie najlepszą jakością polskiego ustawodawstwa, którego zgodność z Konstytucją jest często kwestionowana przez Trybunał Konstytucyjny. Ogrom ustaw wydawanych przez polski parlament oraz częste, nie do końca przemyślane, zmiany stanu prawnego nie przyczyniają się do pewności i przejrzystości uregulowań prawnych i sprawiają, że niejednokrotnie obywatel zmuszony zostaje odwoływać się do samej Konstytucji w celu obrony zagwarantowanych tam praw przed konstytucyjnym bezprawiem ustawodawcy.
Ochronie konstytucyjności prawa (jego zgodności z Konstytucją) w Polsce służy działalność Trybunału Konstytucyjnego. W art. 188 pkt. 1-5 Konstytucji otrzymał on uprawnienie do badania konstytucyjności prawa polskiego. W związku z tym uprawnieniem Trybunału obywatelom i innym podmiotom prawa przysługuje również prawo do wniesienia skargi konstytucyjnej w sytuacji określonej w art. 79 Konstytucji.

#### Zasada bezpośredniego stosowania Konstytucji (art. 8 ust. 2 Konstytucji)